# Ivan Pulić
Ivan Pulić (22. siječnja 1993.) hrvatski automobilist. Član AK Dubrovnik Racing i Croatia Junior Team by Niko Pulić. Sin automobilista Nika Pulića.

## Životopis
Rođen 1993. godine. Uspješan na utrkama i osvajao mjesta na postoljima. Sa 16 godina odvozio je svoju prvu utrku u sklopu Škoda Fabia Biodizel kupa. Naredne je sezone pobjeđivao u tom natjecanju. Vozeći drugi automobil, s 18 godina postao je najmlađi prvak Hrvatske ikad. U hrvatskom prvenstvu bio je uspješan vozeći Škodu i Citroën, te je odlučio voziti na težim natjecanjima. Razmišljalo se o njemačkom prvenstvu DTM, potiho i o Formuli 1 na duži rok. Izabrao je Italiju i te je godine debitirao u talijanskoj seriji utrka Renault Clio Cup 2012. godine na Monzi. Na utrkama talijanskog Renault Clio kupa u Misanu 2012. godine osvojio je dvaput treća mjesta. 2011. godine odustao je od brdskih utrka i prešao na krug. 2012. godine je ukupno u talijanskom Clio Cupu osvojio dva mjesta na postolju. 2013. godine pobijedio je na završnoj utrci Europske serije Clio Cupa (Eurocup Clio) u Aragonu u Španjolskoj. Izabrao je Europsku seriju Clio kupa, natjecanja koje se vozi pod okriljem organizacije World Series by Renault koja je vodeća u promicanju mladih vozača u svijet Formule 1 i DTM-a.

## Trofeji
Pobjede i naslovi:
- 2009.
4. mjesto – Prvenstvo Hrvatske na brdskim stazama Škoda Fabia Biodizel Kup

- 2010.
2 pobjednička postolja na Prvenstvu Hrvatske na brdskim stazama u klasi A8
2. mjesto – Prvenstvo Hrvatske na kružnim stazama Škoda Fabia Biodizel Kup uz dvije pobjede

- 2011.
1. mjesto – u Prvenstvu Hrvatske na brdskim stazama (klasa A7, s vozilom Citroen C2) uz pet pobjeda i ukupni prvak svoje klase te grupe A
Najmlađi prvak Hrvatske

- 2012. DEBITANTSKA GODINA CLIO CUP
7. mjesto u Clio Cup Italia
2. mjesto Clio Cup Juniori
2. mjesto Clio Cup početnici (36 vozača)
1. mjesto - u Prvenstvu Hrvatske na brdskim stazama (klasa A7, s vozilom Citroen C2) te viceprvak u grupi A

- 2013. EUROCUP CLIO
7. mjesto u ukupnom poretku (36 vozača)
Pobjeda u Aragonu

- 2014. Euro Clio Cup i Clio Cup Italia
7. mjesto (1 postolje) – Ukupni poredak Euro Clio kupa od 30 vozača
5. mjesto (pobjeda i 3 postolja) – Ukupni poredak Clio Cup Italia od 20 vozača
2. mjesto - Ukupni poredak juniora Clio Cup Italia